# Oryctes tarandus
Oryctes tarandus är en skalbaggsart som beskrevs av Olivier 1789. Oryctes tarandus ingår i släktet Oryctes och familjen Dynastidae. Inga underarter finns listade i Catalogue of Life.